# David Escors
David Escors Murugarren (Pamplona, Navarra, 1974) es un investigador español, especializado en inmunoterapia oncológica. Se dedica al estudio de nuevas Inmunoterapias para los tumores sólidos en el Centro de Investigación Navarrabiomed.

## Biografía

### Formación
David Escors se licenció en Ciencias Biológicas por la Universidad de Navarra, y realizó su tesis doctoral en la Universidad Autónoma de Madrid en 2002. Su tesis se centró en la estructura del coronavirus de la gastroenteritis porcina transmisible y la encapsidación de su genoma.
Continuó su formación postdoctoral como investigador Marie Curie en la universidad londinense University College London (Inglaterra), en el laboratorio de la doctora Mary Collins, en la División de Infección e Inmunidad de UCL. Juntos colaboraron en investigaciones sobre vectores lentivirales y su uso en inmunoterapia contra el cáncer. En 2008 formó su grupo de inmunomodulación en UCL.
En el año 2013 regresó a España, trasladando su grupo de investigación en oncoinmunología a Navarrabiomed.

### Investigación
El Dr. David Escors lidera varias líneas de investigación en su grupo de inmunomodulación en Navarrabiomed, dirigidas al desarrollo de inmunoterapias contra el cáncer. El grupo de investigación del Dr. David Escors ha trabajado en el estudio de las rutas de señalización de las moléculas de control inmunitario como PD-1, PD-L1 y LAG-3.

### Publicaciones
El doctor Escors ha publicado más de cien artículos, revisiones y capítulos de libros. Los resultados de sus investigaciones se han presentado en congresos nacionales e internacionales, y en diversos foros de divulgación.
El Dr Escors recibió el premio de innovación cadena SER y está incluido en la lista " world´s top 2% scientists" de la universidad de Stanford